# Class 10
De Class 10 is een diesel-elektrische rangeerlocomotief die door British Rail in eigen beheer werd gebouwd van 1953 tot 1962. De bouw vond plaats in de werkplaatsen van Darlington en Doncaster. Het betreft hier een variant van de Class 08 waarbij een Blackstone dieselmotor werd gemonteerd in plaats van een van English Electric. 
De tractiemotoren werden geleverd door General Electric Company plc (GEC) of British Thomson-Houston (BTH). Aanvankelijk kreeg de GEC versie de aanduiding Class D3/4 terwijl de BTH versie als Class D3/5 werd aangeduid.

## Technische gegevens
- Motor: Blackstone 6-cilinder, 4-takt, ER6T
- Tractiemotoren:
  - 2 x BTH  motoren (D3152–D3166)
  - 2 x GEC opgehangen motoren (de rest)

## Historisch materieel
Vier Class 10 locomotieven zijn behouden:
- D3452 bij de Bodmin and Wenford Railway
- D3489 bij de Spa Valley Railway
- D4067 bij de Great Central Railway
- D4092 in de Barrow Hill Engine Shed
- Een vijfde exemplaar was opgeslagen bij de Colne Valley Railway, maar is later gesloopt.